# Гарбортон (Вірджинія)
Гарбортон (англ. Harborton) — переписна місцевість (CDP) в США, в окрузі Аккомак штату Вірджинія. Населення — 130 осіб (2020).

## Географія
Гарбортон розташований за координатами 37°39′35″ пн. ш. 75°50′0″ зх. д. / 37.65972° пн. ш. 75.83333° зх. д. (37.659599, -75.833227).  За даними Бюро перепису населення США в 2010 році переписна місцевість мала площу 0,98 км², уся площа — суходіл.

## Демографія
Згідно з переписом 2010 року, у переписній місцевості мешкала 131 особа в 63 домогосподарствах у складі 40 родин. Густота населення становила 133 особи/км².  Було 94 помешкання (96/км²).
Расовий склад населення:
| - 92,4 % — білих - 7,6 % — чорних або афроамериканців |

До двох чи більше рас належало 0,0 %. Частка іспаномовних становила 0,8 % від усіх жителів.
За віковим діапазоном населення розподілялося таким чином: 14,5 % — особи молодші 18 років, 51,1 % — особи у віці 18—64 років, 34,4 % — особи у віці 65 років та старші. Медіана віку мешканця становила 55,8 року. На 100 осіб жіночої статі у переписній місцевості припадало 77,0 чоловіків;  на 100 жінок у віці від 18 років та старших — 72,3 чоловіків також старших 18 років.
Цивільне працевлаштоване населення становило 38 осіб. Основні галузі зайнятості: освіта, охорона здоров'я та соціальна допомога — 100,0 %.